# The Life
The Life es una película dramática ugandesa creada, escrita y dirigida por Nana Kagga. Esta protagonizada por Gasuza Lwanga, Maureen Nankya, Elvis 'Vamposs' Kirya, Tibba Murungi y Susan Nava.

## Sinopsis
La película trata sobre amistad y traición. Está ambientada en la escena de la vida urbana de Uganda y cuenta la historia entretejida de un grupo de amigos veinteañeros de diferentes orígenes y los extremos a los que están dispuestos a llegar mientras intentan lograr lo que consideran sus sueños.

## Producción
Fue rodada en diferentes lugares de Kampala, Uganda. Fue la primera producción de largometraje de Savannah MOON y el debut de Nana Kagga en la escritura y dirección.

## Lanzamiento
M-Net obtuvo sus derechos de proyección, siendo transmitida a través de Africa Magic. La banda sonora fue interpretada por Ruyonga, un destacado rapero ugandés.